# Élie Bayol
Élie Marcel Bayol (ur. 28 lutego 1914 w Marsylii, zm. 25 maja 1995 w La Ciotat) – francuski kierowca wyścigowy, który ścigał się w Formule 1 dla zespołów O.S.C.A. i Gordini. Karierę zawodową rozpoczął w 1950 w Formule 3 i awansował do Formuły 2 i wyścigów-wspinaczek dookoła Francji. Jego najwyższym wynikiem było czwarte miejsce w Circuit de Cadours w 1951 roku. W 1953 roku był po raz kolejny czwarty w Pau i zdobył pole position w Albi. W tym samym roku zwyciężył w wyścigu  Aix les Bains Circuit du Lac Grand Prix zaliczanym do klasy Formuły 2.
Jego kariera w F1 zakończyła się po 8 wyścigach, w przeciągu 5 lat. Po dwóch latach z zespołem O.S.C.A. dołączył w 1954 do zespołu Gordini. W tym zespole dojechał na punktowanej pozycji raz, zdobywając 2 punkty podczas Grand Prix Argentyny. Zajął również czwarte miejsce w niezaliczanym do mistrzostw wyścigu w Pau.